# شيرمان روبرتسون
شيرمان روبرتسون (بالإنجليزية: Sherman Robertson)‏ هو كاتب أغاني وعازف قيثارة ومغني أمريكي، ولد في 27 أكتوبر 1948 في بريوكس بريدج في الولايات المتحدة.

## وصلات خارجية
- الموقع الرسمي
- شيرمان روبرتسون على موقع ميوزك برينز (الإنجليزية)
- شيرمان روبرتسون على موقع ديسكوغز (الإنجليزية)